# Pierino Prati
Pierino Prati (italienskt uttal: [pjeˈriːno ˈpraːti]), född 13 december 1946 i Cinisello Balsamo i Lombardiet, död 22 juni 2020 i Como i Lombardiet, var en italiensk fotbollsspelare som huvudsakligen spelade forward – centralt som "striker", som framspelare eller som ytter.
Prati inledde sin fotbollskarriär säsongen 1965/1966 i Salernitana, som det året vann Serie C1, grupp C och flyttades upp till Serie B. Prati värvades då till Milan, varifrån han säsongen 1966/1967 lånades ut till Savona innan han tog plats i Milan för vilka han åren 1966–1973 kom att göra 72 mål på 143 matcher.

Under nye tränaren Nereo Rocco vann Milan Serie A säsongen 1966–1967, och med sina 15 mål toppade Prati skytteligan . 

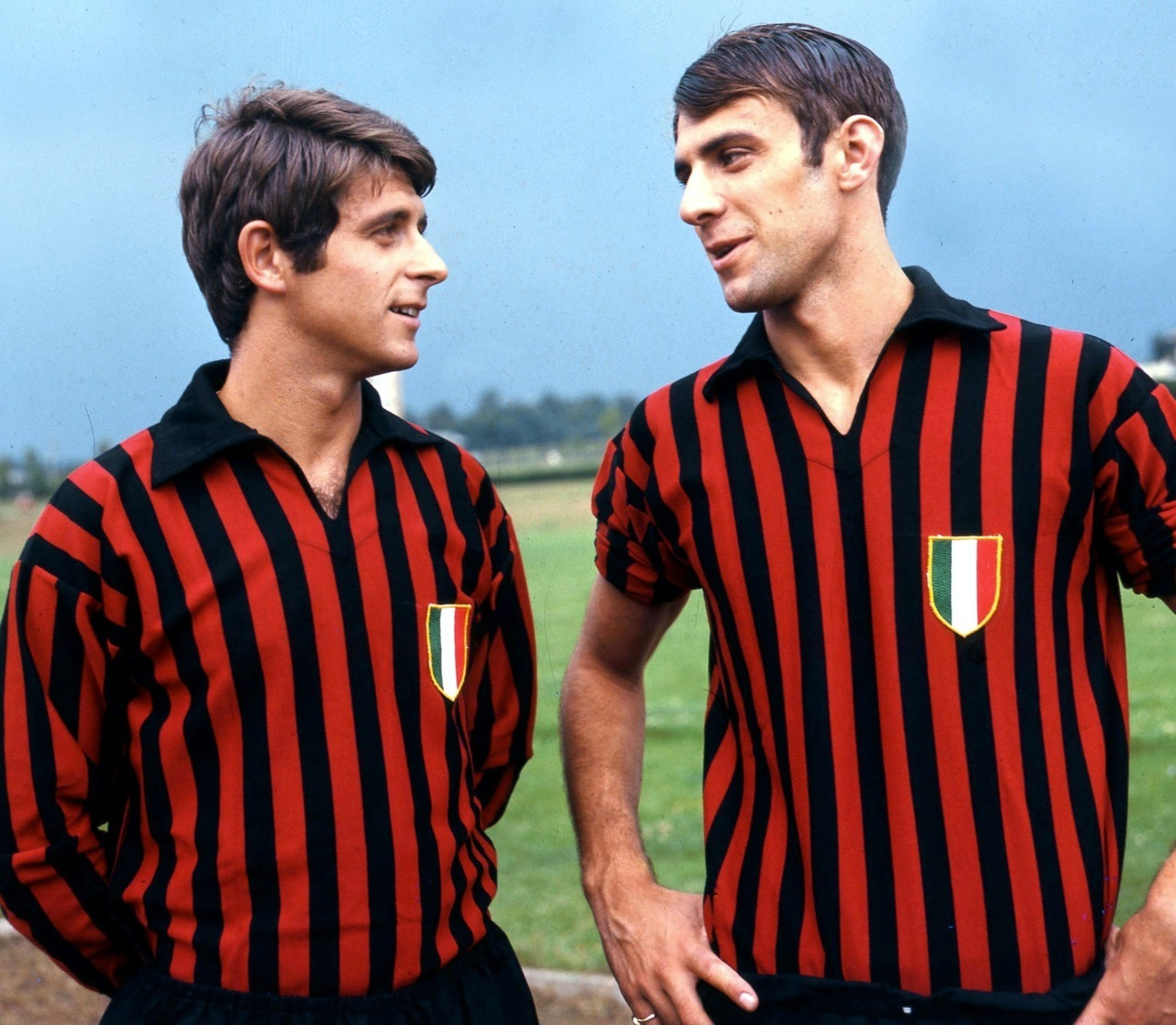
Gianni Rivera och Pierino Prati var ett radarpar under säsongen 1968–1969.

Europacupspelet 1968–69 blev en av karriärens höjdpunkter för Prati. Till att börja med gjorde han två av målen när Milan i första omgången hemmabesegrade Malmö FF med 4–1 den 2 oktober 1968. Därefter gjorde han enda målet när Milan borta slog Celtic med 1–0 i mars 1969. Kronan på verket var när han i finalen mot Ajax på Santiago Bernabéu-stadion i Madrid 28 maj 1969 gjorde ett hattrick – något som ingen sedan dess lyckats med i en finalmatch i Europacupen eller Champions League.
Under 12 säsonger och totalt 233 matcher gjorde Pierino Prati 100 mål i Serie A. I slutet av sin karriär spelade han också en säsong för Rochester Lancers i North American Soccer League och par säsonger för Savona i Serie C.